# پارک طبیعی تاکائو-جینبا

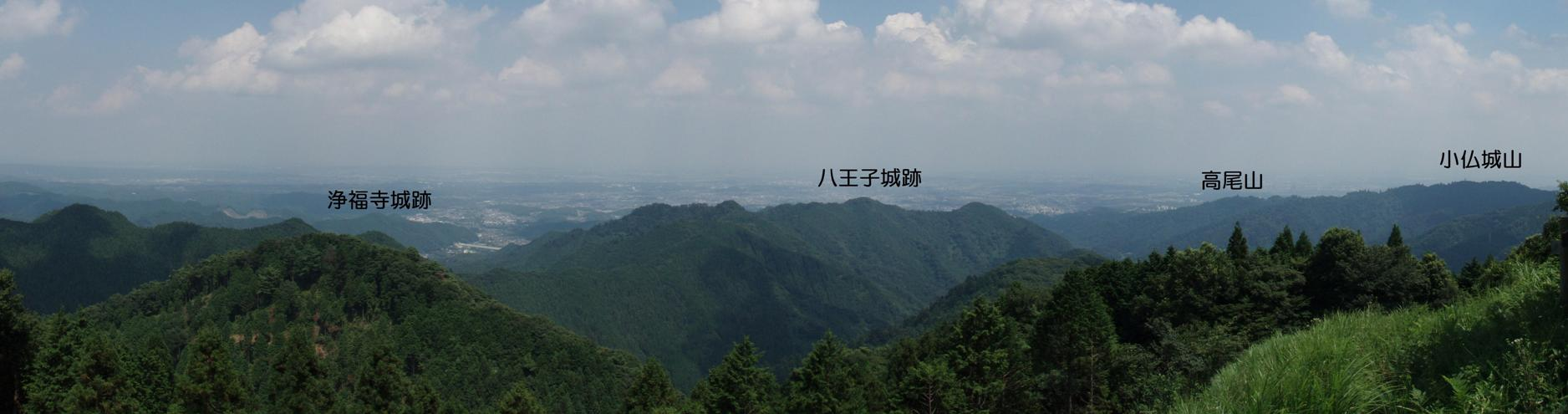
منظره‌ای که از بالای قلهٔ کوه کاگه نوبو دیده می‌شود. از راست به چپ کوه کوبوتوکه شیرویاما، کوه تاکائو، قصر هاچی‌اوجی و قصر جوفوکوجیجو

پارک طبیعی تاکائو-جینبا (به ژاپنی: 東京都立高尾陣場自然公園) در منطقهٔ هاچی‌اوجی در توکیو پایتخت ژاپن قرار دارد. مساحت این پارک در حدود ۴٬۴۰۳ هکتار است و یک چهارم مساحت هاچی‌اوجی را فرا گرفته‌است. در این منطقه همچنین پارک میجی نو موری تاکائو نیز وجود دارد.

## کوه‌های واقع در محدوده پارک
- کوه تاکائو
- کوه جینبا
- کوه کاگه نوبو
- گردنه کوبوتوکه